# Sergio López Barranco
Sergio López Barranco (5 de julio de 1999) es un deportista de España que compite en atletismo. Ganador tres veces consecutivas de la medalla de oro en el Campeonato de España de Atletismo en la prueba de 100 metros lisos. Ganó una medalla de plata en el Campeonato Europeo de Atletismo Sub-23 de 2021, en la prueba de 4 × 100 m.